# جوليس أونانا
جوليس أونانا (بالفرنسية: Jules Onana)‏ هو لاعب كرة قدم كاميروني في مركز الدفاع، ولد في 12 يونيو 1964 في ياوندي في الكاميرون. شارك مع منتخب الكاميرون لكرة القدم. أما مع النوادي، فقد لعب مع كانون ياوندي.

## وصلات خارجية
- جوليس أونانا على موقع الاتحاد الدولي (مؤرشف)  (الإنجليزية)
- جوليس أونانا على موقع قاعدة بيانات كرة القدم.إي يو (الإنجليزية)
- جوليس أونانا على موقع ناشيونال فوتبول تيمز (الإنجليزية)
- جوليس أونانا على موقع Soccerway.com (الإنجليزية)